# Constantino (questor)
Constantino (em latim: Constantinus; em grego: Κωνσταντίνος; romaniz.: Konstantínos) foi um oficial bizantino do século VI, ativo durante o reinado do imperador Justiniano (r. 527–565). Tornou-se pelos anos 548/9 questor do palácio sagrado, uma posição que provavelmente ocupou até o início do reinado de Justino II (r. 565–578). Envolveu-se nos conflitos da Igreja de seu tempo acerca do papa Vigílio (537–555) e participou do Quinto Concílio Ecumênico de Constantinopla em 553. Em 562, investigou uma conspiração contra o imperador. A principal fonte de sua carreira é Procópio de Cesareia, uma fonte declaradamente hostil.

## Biografia

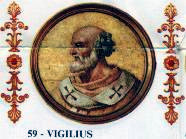
Papa Vigílio

Constantino aparentemente teve uma educação legal e era jovem quando ascensão na corte constantinopolitana. Provavelmente isso deveu-se a sua íntima amizade com Justiniano. Em 548/549, foi nomeado como questor do palácio sagrado, em substituição de Junilo, que falecera em 548 ou 549. Considerando que foi o último questor mencionado na obra de Procópio de Cesareia, esteve em ofício quando a Anedota foi composta em 550.
Em agosto ou setembro de 551, Constantino estava entre os juízes memoráveis (memorati iudices) que persuadiram o papa Vigílio (537–555) a retornar para o Palácio de Placídia. Mais tarde, em 28 de janeiro de 552, esteve entre os juízes gloriosos (gloriosi iudices) que falharam na missão de persuadir Vigílio a retornar para Constantinopla da Calcedônia. Em 1 de maio de 553, ele, Belisário e outros oficiais visitaram Vigílio, mas falharam em persuadi-lo a participar do Quinto Concílio Ecumênico.

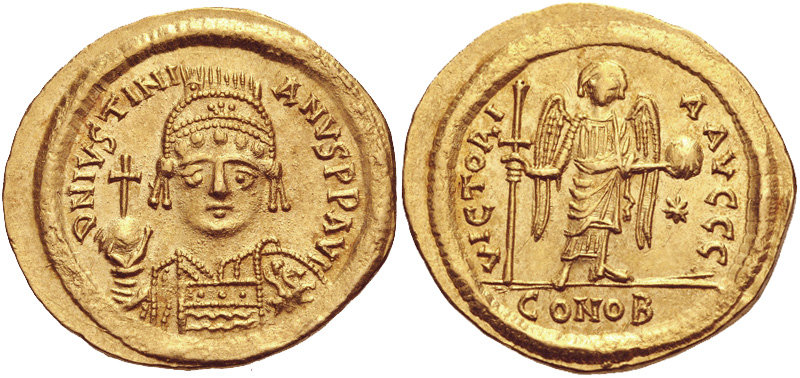
Soldo de Justiniano r.

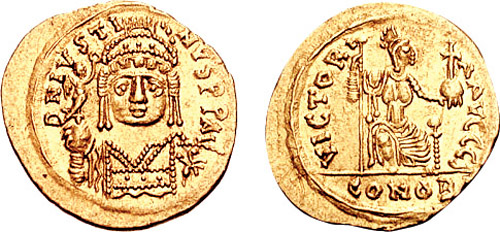
Soldo de r.

Em 8 de maio de 553, Constantino participou do concílio, e entre 8 e 26 de maio, foi enviado por Justiniano com Cetego, Pedro e Patrício para encontrar-se com os bispos ocidentais. Durante a sétima seção do concílio em 26 de maio, sob ordens imperiais, Constantino apresentou uma coleção de documentos que denegriram a reputação de Vigílio, o que levou o concílio a aceitar que ele introduzisse a proposta de apagar o nome de Vigílio dos dípticos.
Em novembro/dezembro de 562, Constantino e os oficiais Procópio, Juliano e Zenodoro investigaram uma conspiração contra Justiniano. Mais adiante, quando suspeito de favorecer o acusado Etério, foi substituído do processo. Nenhum outro questor é citado durante o reinado de Justiniano, o que indica que pelos próximos anos Constantino ainda permaneceu no ofício, sendo substituído somente no começo do reinado de Justino II (r. 565–578) por Anastácio de Samaria.
Segundo Procópio de Cesareia, um fonte hostil a ele, Constantino foi um grande ladrão e fanfarrão, empregado por Justiniano para roubar e perverter a justiça. Rapidamente acumulou vasta fortuna e assumiu ar tão superior que mesmo os subornos tinham que ser pagos através de seus assistentes. Tentou evitar a reunião com pessoas quando não havia ganhos para si.